# アーサー・ゴア (初代アラン伯爵)
初代アラン伯爵アーサー・ゴア（英語: Arthur Gore, 1st Earl of Arran PC (Ire)、1703年 – 1773年4月17日）は、アイルランド王国の貴族、政治家。1741年から1757年まで第3代準男爵サー・アーサー・ゴアの称号を、1758年から1762年までサッドリー子爵の称号を使用した。

## 生涯
第2代準男爵サー・アーサー・ゴアと妻エリザベス（Elizabeth、旧姓アンズリー（Annesley）、モーリス・アンズリーの長女）の長男として、1703年に生まれた。1718年11月にダブリン大学トリニティ・カレッジに入学、1722年にB.A.の学位を修得した後、1724年7月25日にミドル・テンプルに入学した。
1727年から1758年までドニゴール・バラ選挙区の代表としてアイルランド庶民院議員を務め、1742年2月10日に父が死去すると準男爵位を継承した。
1738年、ウェックスフォード県長官を務めた。1748年5月27日、アイルランド枢密院の枢密顧問官に任命された。
1758年8月15日にアイルランド貴族であるウェックスフォード県におけるディープスのサンダース男爵とメイヨー県におけるキャッスル・ゴアのサッドリー子爵に叙され、1759年10月16日にアイルランド貴族院議員に就任した後、1762年4月12日に同じくアイルランド貴族であるアラン伯爵に叙された。同年から1773年までメイヨー首席治安判事を務めた。
1773年4月17日に死去、長男アーサー・サンダースが爵位を継承した。

## 家族
1731年3月16日、ジェーン・サンダース（Jane Saunders、1704年12月20日洗礼 – 1747年3月20日、リチャード・サンダースの娘）と結婚、3男2女をもうけた。
- アーサー・サンダース（1734年7月25日 – 1809年10月8日） - 第2代アラン伯爵[1]
- リチャード（1734年7月31日洗礼 – 1807年12月30日埋葬） - アイルランド庶民院議員、子供あり[1][3]
- ポール - アン・レオナード（Anne Leonard、ウィリアム・レオナードの娘）と結婚、子供あり[1]
- ジョハンナ（Johanna） - 1750年8月29日、フィリップ・ドイン（Philip Doyne、1765年3月11日没）と結婚、子供なし。マイケル・デイリー（Michael Daly、1808年10月23日没）と再婚[1]
- エリザベス - 1764年7月15日、初代準男爵サー・ジョン・エヴァンス・フリーク（John Evans Freke、1777年3月20日没）と結婚、子供あり[1]